# Alt (клавиша)
Alt (от англ. alternate — сменять, чередовать, рус. ДОП; произносится /ˈɔːlt/ или /ˈʌlt/) — клавиша на клавиатуре IBM-PC-совместимого компьютера и Amiga, основное назначение которой — изменять значение других клавиш. На клавиатуре Apple Macintosh ей соответствует клавиша ⌥ Option. Alt — клавиша-модификатор, как и клавиша Ctrl. Традиционно клавиша Alt используется для того, чтобы расширить количество событий, о которых пользователь желает сообщить программе, обрабатывающей нажатия клавиш. Например, в программе — редакторе текстов нажатие клавиши F может приводить к вставке символа «f» в редактируемый текст, а нажатие Alt+F, приведёт к переходу в меню «File» редактора.
Как правило, клавиатура персонального компьютера имеет две клавиши Alt, расположенные справа и слева от клавиши Пробел — традиционно клавиши называются «левая клавиша Alt» (Alt) и «правая клавиша Alt» (AltGr).
В клавиатурах с раскладкой для языка, использующего латинский алфавит с дополнительными символами (например, с диакритическими знаками — раскладка AZERTY для французского языка), часть специальных символов заменены на буквы расширенного алфавита, и для их ввода необходимо использовать правую клавишу Alt; в подобных клавиатурах правая клавиша Alt традиционно маркируется Alt Gr. Эта же клавиша используется для ввода недавно появившихся символов (например, символа валюты евро €), а на некоторых клавиатурах — для ввода символов с диакритикой.
В xkb (X.Org Server) ⇧ Shift+AltGr (в отличие от AltGr+⇧ Shift, то есть в зависимости от порядка нажатия клавиш) используется как Compose.
При этом комбинация Alt с алфавитно-цифровой клавишей может использоваться как в качестве «мёртвых клавиш», так и для ввода обычных символов.
Часто встречающиеся комбинации:
| Сочетание клавиш | Программа                                        | Действие                                                 |
| ---------------- | ------------------------------------------------ | -------------------------------------------------------- |
| Alt+F4           | Все программы и отключение компьютера            | Закрытие программы (реже — отдельного окна)              |
| Alt+F7           | Некоторые программы                              | Вызов диалога поиска                                     |
| Alt+F10          | Некоторые файловые менеджеры                     | Вызов дерева каталогов                                   |
| Alt+Tab ↹        | Большая часть DE, некоторые WM для *nix, Windows | Переход к следующей запущенной программе (точнее — окну) |